# 2 августа
2 августа — 214-й день года (215-й в високосные годы) по григорианскому календарю.
До конца года остаётся 151 день.
До 15 октября 1582 года — 2 августа по юлианскому календарю, с 15 октября 1582 года — 2 августа по григорианскому календарю.
В XX и XXI веках соответствует 20 июля по юлианскому календарю.

## Праздники и памятные дни
См. также: Категория:Праздники 2 августа

### Национальные
- Азербайджан — День национального кино Азербайджана.
- Гайана — День свободы.
- Коста-Рика — День Богоматери ангелов[исп.]
- Северная Македония — День республики[англ.]

### Региональные
- Эвенкия — День Эвенкийской природы.
- Ненецкий АО,  Республика Коми — День Оленя.

### Профессиональные
- Беларусь — День Воздушно-десантных войск
- Казахстан — День Воздушно-десантных войск.
- Российская империя — День Воздушного Флота России.
- Россия — День Воздушно-десантных войск.
- Сербия — День авиации Сербии.
- Украина — День памяти погибших десантников.

### Религиозные
Православие
- Память пророка Илии (IX в. до н. э.);
- память преподобного Авраамия Галичского, Чухломского, игумена (1375);
- обретение мощей преподобномученика Афанасия Брестского, игумена (1649);
- память священномученика Константина Словцова, пресвитера (1918);
- память священномучеников Александра Архангельского, Георгия Никитина, Иоанна Стеблина-Каменского, Сергия Гортинского и Феодора Яковлева, пресвитеров, преподобномучеников Тихона (Кречкова), архимандрита, Георгия (Пожарова), Космы (Вязникова), иеромонахов, мучеников Евфимия Гребенщикова и Петра Вязникова (1930);
- память священномученика Алексия Знаменского, пресвитера (1938);
- память преподобномученика Феодора Абросимова, послушника (1941);
- празднования в честь икон Божией Матери:
  - Галичской (Чухломской) (1350);
  - Абалацкой («Знамение») (1637);
  - Оршанской (1631).

### Именины
- Католические: Август, Евсевий[4]
- Православные:
  - Мужские[5] (дата по новому стилю):
    - Аарон — первосвященник Аарон.
    - Аврамий (Авраам, Авраамий) — преподобный Авраамий Галичский, Чухломской
    - Александр — священномученик Александр (Архангельский)
    - Алексий — священномученик Алексий (Знаменский)
    - Афанасий (Афанас, Апанас, Опанас) — священномученик Афанасий Брестский (обретение мощей)
    - Георгий:
      - священномученик Георгий (Никитин)
      - священномученик Георгий (Пожаров)

    - Евфимий — священномученик Евфимий (Гребенщиков)
    - Илия (Илья) — пророк Илия
    - Иоанн (Иван) — священномученик Иоанн (Стеблин-Каменский)
    - Кассиан (Касьян) — преподобный Кассиан
    - Константин — священномученик Константин (Словцов)
    - Косма — священномученик Косма (Вязников)
    - Леонтий (Леонт) — преподобный Леонтий Стромынский
    - Николай — священномученик Николай (Удинцев)
    - Пётр — священномученик Пётр (Вязников)
    - Савва — Савва Стромынский
    - Сергий — преподобный Сергий (Гортинский)
    - Тихон — священномученик Тихон (Кречков)
    - Феодор — священномученик Феодор (Яковлев)

## События
См. также: Категория:События 2 августа

### До XVIII века
- 338 до н. э. — битва при Херонее — Филипп II, царь Македонии с 30-тысячной армией побеждает войска Афин и Беотии (около 30 тыс. человек).
- 216 до н. э. — карфагенский полководец Ганнибал при Каннах нанёс одно из самых тяжёлых поражений римлянам за всю их историю.
- 47 до н. э. — Гай Юлий Цезарь, разбив боспорского царя Фарнака II (Φαρνάκης), послал в сенат сообщение «пришёл, увидел, победил».
- 461 — император Западной Римской империи Майориан убит своим офицером Рицимером.
- 1100 — при загадочных обстоятельствах на охоте погиб английский король Вильгельм II Рыжий (есть версия, что его подстрелил собственный брат, будущий король Англии Генрих I).
- 1377 — сражение на реке Пьяне: Золотая Орда разбила объединённое войско русских княжеств под предводительством князя Ивана Дмитриевича.
- 1492 — в соответствии с Альгамбрским декретом евреи должны были покинуть Испанию в срок до 2 августа.
- 1552
  - В Пассау подписан договор, предоставивший протестантским князьям Германии свободу определять религию своих подданных.
  - Герцог Саксонии Иоганн Фредерик выпущен на свободу после шести лет заключения у императора Священной Римской империи Карла V.
- 1553 — французские войска разбиты войсками Священной Римской империи у Марсиано.
- 1608 — Россия и Речь Посполитая заключили перемирие на 4 года, по которому войска Речи Посполитой обязывались уйти из Тушина, места резиденции Лжедмитрия.
- 1610 — мореплаватель Генри Гудзон открыл Гудзонов залив, будучи уверенным, что он вышел Северным путём в Тихий океан.

### XVIII век
- 1713 — первые поселенцы прибыли в Луйсбург (Канада).
- 1718 — Франция, Англия, Австрия и Голландия сформировали первый Союз четырёх против Испании.
- 1727 — император Пётр II издал указ о восстановлении выборной должности гетмана Малороссии, но при этом указывалось, что гетманом должен быть избран Даниил Апостол.
- 1769 — испанцы основали поселение Нуэстра-Сеньора-ла-Рейна-де-Лос-Анхелес-де-Порциунцила (сейчас — просто Лос-Анджелес).
- 1776 — состоялась церемония подписания Декларации независимости, принятой 4 июля Континентальным конгрессом и провозгласившей отделение 13 североамериканских колоний от Великобритании. Таким образом было образовано новое государство — США. День независимости США празднуется 4 июля, а 2 августа может считаться днём, когда независимость была закреплена де-юре.
- 1790 — подведены итоги первой переписи населения США.
- 1794 — за приверженность Робеспьеру арестован французский художник, революционер Жак Луи Давид, который пробудет в тюрьме ровно год.
- 1796 — Наполеон разбил австрийцев в битве у Лонато (Ломбардия).

### XIX век
- 1802 — по итогам плебисцита Сенат Франции предоставил Наполеону пожизненное консульство вместо десятилетнего.
- 1806 — английский исследователь Саймон Фрейзер назвал новые территории Британской Колумбии Новой Шотландией.
- 1812 — в Одессе началась эпидемия чумы, от которой скончался каждый 9-й житель города.
- 1824 — в Нью-Йорке открылась Пятая авеню, ставшая местом расположения самых фешенебельных магазинов.
- 1830 — в ходе Июльской революции отрёкся от престола последний правящий король Франции Карл X, а сразу за ним и его сын Людовик XIX в пользу своего малолетнего сына Генриха V. Регентом назначен Луи-Филипп III, герцог Орлеанский.
- 1858 — в Северной Америке создана отдельная колония Британская Колумбия.
- 1887 — в США Роуэллом Ходжем (Rowell Hodge) запатентована колючая проволока.
- 1889 — Закари получил статус города[6].
- 1900 — в стычке с китайцами под Айгуном погиб сибирский поэт, сотник амурского полка Леонид Волков.

### XX век
- 1903 — в Македонии началось антитурецкое Илинден-Преображенское восстание.
- 1906
  - Подавлено Свеаборгское восстание русских матросов.
  - Создан футбольный клуб «Порту».
- 1909
  - На вооружение армии США принят первый военный самолёт, построенный братьями Райт.
  - Николай II посетил в Британии своего дядю — английского короля Эдуарда VII.
- 1914 — Первая мировая война: манифест императора Николая II о войне с Германией
- 1916 — в Москве основан завод АМО (Автомобильное моторное общество), будущий завод имени Лихачёва.
- 1922 — в ночь на 3 августа на город Шаньтоу обрушился один из самых смертоносных тайфунов в истории Китая[7][8].
- 1930 — в СССР на учениях Московского военного округа, на окраине города Воронежа, впервые высажен воздушный десант[9]. Впоследствии этот день стал отмечаться в СССР, а теперь в России, как День воздушно-десантных войск. Первых десантников было 12 человек.
- 1933
  - На Сурамском перевале состоялась обкатка первого в СССР магистрального электровоза.
  - Открыт Беломорско-Балтийский канал имени Сталина.
- 1934 — после смерти рейхспрезидента П. фон Гинденбурга в Германии объявлен референдум по вопросу объединения постов рейхспрезидента и рейхсканцлера, по итогам которого Адольф Гитлер был объявлен фюрером Германии.
- 1940 — образована Молдавская Советская Социалистическая Республика.
- 1941 — Вторая мировая война: нацистами уничтожено гетто в Сураже.
- 1942 — Вторая мировая война: Кущёвская атака.
- 1943 — Вторая мировая война: американский торпедный катер PT-109 под командованием младшего лейтенанта Джона Ф. Кеннеди затонул после столкновения с японским эсминцем «Амагири».
- 1945 — Вторая мировая война: завершена Потсдамская конференция.
- 1952 — финал баскетбольного турнира на Олимпийских играх в Хельсинки: сборная США победила команду СССР (36-25).
- 1964 — Первый Тонкинский инцидент: американский эсминец «Мэддокс» при поддержке авиации ВМС США отразил атаку трёх северовьетнамских торпедных катеров, предположительно находясь в территориальных водах Северного Вьетнама.
- 1972 — подписан договор об объединении Египта и Ливии в единое государство.
- 1980 — теракт в Болонье, 85 погибших.
- 1981 — начались слушания по делу Марка Дэвида Чапмена, обвинённого в убийстве Джона Леннона.
- 1982 — открыт самый северный в мире Хельсинкский метрополитен.
- 1985 — катастрофа L-1011 в Далласе, 135 погибших.
- 1989 — обрушение фронтона Киевского главпочтамта. 11 погибших.
- 1990 — вторжение Ирака в Кувейт.
- 1992 — на летних Олимпийских играх в Барселоне белорусский гимнаст Виталий Щербо за один день выиграл 4 золотые медали
- 1995 — создание «Русского Радио».
- 1996 — в России приведён в исполнение последний смертный приговор. В этот день был расстрелян убийца 11 подростков Сергей Головкин.
- 1999 — столкновение поездов в индийском штате Западная Бенгалия, 285 погибших.

### XXI век
- 2005 — авария A340, известная как «Чудо в Торонто».
- 2007 — на глубоководных аппаратах «Мир» впервые в мире было достигнуто дно Северного Ледовитого океана на Северном полюсе, где был размещён флаг России и капсула с посланием будущим поколениям.
- 2019 — расторгнут Договор о ликвидации ракет средней и меньшей дальности между Россией и США.
- 2020 — космический корабль Dragon 2 компании SpaceX впервые совершил посадку после космического полёта с астронавтами в миссии SpaceX DM-2.

## Родились
См. также: Категория:Родившиеся 2 августа

### До XIX века
- 1549 — Николай Христофор Радзивилл Сиротка (ум. 1616), князь, государственный и военный деятель Великого княжества Литовского.
- 1674 — Филипп II Орлеанский (ум. 1723), регент Французского королевства при малолетнем короле Людовике XV (1715—1723).
- 1696 — Махмуд I (ум. 1754), султан Османской империи (1730—1754).
- 1733 — Михаил Щербатов (ум. 1790), князь, российский общественный и государственный деятель, историк и публицист.
- 1772 — герцог Энгиенский (убит в 1804), французский роялист, убитый по приказу Наполеона I, что ускорило создание Третьей антифранцузской коалиции (1805).

### XIX век
- 1805 — Никанор Чернецов (ум. 1879), русский живописец.
- 1820 — Джон Тиндаль (ум. 1893), английский физик, который объяснил, почему у неба голубой цвет.
- 1832 — Генри Олкотт (ум. 1907), американский эзотерик, основатель и первый глава Теософского общества.
- 1834 — Фредерик Огюст Бартольди (ум. 1904), французский скульптор, автор Статуи свободы.
- 1835 — Элайша Грей (ум. 1901), американский инженер-электрик, изобретатель, соучредитель компании Western Electric Manufacturing Company.
- 1871 — Джон Слоан (ум. 1951), американский художник, лидер школы реалистов.
- 1883 — Сэмюэл Дункан Блэк (ум. 1951), американский изобретатель и бизнесмен, один из создателей современной электродрели.
- 1884 — Ромуло Гальегос (ум. 1969), венесуэльский писатель, журналист, просветитель, президент Венесуэлы (в 1948).
- 1891 — Виктор Жирмунский (ум. 1971), российский и советский лингвист и литературовед.
- 1892 — Джек Леонард Уорнер (ум. 1978), младший из братьев-основателей американской кинокорпорации Warner Brothers.
- 1897 — Михаил Слонимский (ум. 1972), советский писатель и публицист («Инженеры», «Друзья», «Ровесники века»).
- 1900 — Илья Старинов (ум. 2000), советский военный, партизан-диверсант, «дедушка русского спецназа».

### XX век
- 1901 — Сергей Блинников (ум. 1969), актёр театра и кино, театральный режиссёр и педагог, народный артист СССР.
- 1902 — Кирилл VI Александрийский (ум. 1971), патриарх Коптской православной церкви.
- 1903 — Борис Долин (ум. 1976), советский кинорежиссёр, создатель киножурнала «Хочу всё знать».
- 1904 — Василий Журавлёв (ум. 1987), русский советский кинорежиссёр.
- 1905
  - Леонид Ленч (настоящая фамилия Попов; ум. 1991), русский советский писатель-юморист.
  - Мирна Лой (ум. 1993), американская киноактриса.
- 1907 — Степан Супрун (погиб в 1941), советский лётчик-испытатель и истребитель, дважды Герой Советского Союза.
- 1916 — Ханс Хопф[англ.] (ум. 1993), немецкий оперный тенор.
- 1917 — Илья Лавров (ум. 1983), русский советский писатель.
- 1923 — Шимон Перес (ум. 2016), израильский политик и государственный деятель, 9-й президент Израиля (2007—2014), лауреат Нобелевской премии мира (1994).
- 1924 — Джеймс Артур Болдуин (ум. 1987), американский негритянский писатель, борец за права негров.
- 1926
  - Игорь Спасский (ум. 2024), генеральный конструктор и бывший глава ЦКБ МТ «Рубин», академик АН СССР и РАН.
  - Жорж Хабаш (ум. 2008), видный деятель палестинского национально-освободительного движения, лидер Народного Фронта Освобождения Палестины.
- 1928
  - Леонид Губанов (ум. 2004), актёр, театральный режиссёр, мастер художественного слова, народный артист СССР.
  - Луиджи Колани (ум. 2019), немецкий дизайнер-концептуалист.
- 1929
  - Валерий Аграновский (ум. 2000), советский и российский журналист, писатель, драматург.
  - Борис Грушин (ум. 2007), социолог, организатор первого в СССР Института общественного мнения «Vox populi».
- 1932
  - Владимир Арро (ум. 2025), русский советский драматург и детский писатель.
  - Питер О’Тул (ум. 2013), английский актёр («Калигула», «Как украсть миллион»).
- 1934
  - Валерий Быковский (ум. 2019), советский космонавт, дважды Герой Советского Союза.
  - Юрий Овчинников (ум. 1988), советский химик и биохимик, академик.
- 1939 — Уэс Крэйвен (ум. 2015), американский кинорежиссёр, продюсер, сценарист.
- 1942
  - Исабель Альенде, чилийская писательница, племянница Сальвадора Альенде.
  - Лео Бенхаккер, нидерландский футбольный тренер.
  - Владимир Дзурилла (ум. 1995), чехословацкий хоккеист, голкипер, трёхкратный чемпион мира.
- 1944 — Джим Капальди (ум. 2005), британский барабанщик, певец и автор песен, один из основателей рок-группы «Traffic».
- 1945 — Георгий Мовсесян (ум. 2011), советский и российский композитор, народный артист РФ.
- 1946 — Лиана Исакадзе (р. 1946), советская, грузинская скрипачка, дирижёр, педагог. Народная артистка СССР (1988).
- 1949 — Берталан Фаркаш, венгерский космонавт.
- 1951
  - Джо Линн Тернер, американский рок-певец, бывший фронтмен групп Rainbow и Deep Purple.
  - Стив Хиллидж, английский рок-гитарист, игравший в группе Gong.
- 1953 — Петер-Михаэль Кольбе (ум. 2023), немецкий гребец, трёхкратный серебряный призёр летних Олимпийских игр в соревнованиях одиночек, пятикратный чемпион мира, чемпион Европы.
- 1955— Мюриэль Робен, французская актриса театра и кино.
- 1957 — Анхель Эррера Вера, кубинский боксёр, двукратный олимпийский чемпион.
- 1960 — Оливье Грюнер, французский киноактёр и бывший чемпион мира по кикбоксингу.
- 1961
  - Густав Ведер, швейцарский бобслеист, двукратный олимпийский чемпион.
  - Дмитрий Пучков (Гоблин), российский переводчик, автор переводов голливудских блокбастеров.
- 1962 — Синтия Стивенсон, американская актриса.
- 1964 — Мэри-Луиз Паркер, американская актриса и писательница.
- 1967 — Аарон Крикстейн, американский теннисист, экс-шестая ракетка мира.
- 1968
  - Татьяна Скороходова, советская и российская актриса театра и кино («Наш человек в Сан-Ремо», «Мафия бессмертна» и др.).
  - Элис Эванс, американская актриса.
  - Штефан Эффенберг, немецкий футболист.
- 1969 — Фернанду Коуту, португальский футболист, призёр чемпионатов Европы.
- 1970
  - Тони Амонте, американский хоккеист, призёр Олимпийских игр.
  - Кевин Смит, американский режиссёр, актёр и сценарист.
- 1972
  - Джасинда Барретт, австралийско-американская актриса и бывшая модель.
  - Владислав Котлярский, российский актёр театра и кино.
  - Илья Чёрт (наст. фамилия Кнабенгоф), российский поэт и музыкант, лидер рок-группы «Пилот».
- 1973
  - Саймон Кинберг, американский сценарист, продюсер и актёр.
  - Сьюзан О’Нилл, австралийская пловчиха, двукратная олимпийская чемпионка.
- 1974 — Энджи Сепеда, колумбийская актриса.
- 1975 — Наталия Могилевская, украинская певица, актриса и телеведущая, продюсер.
- 1976
  - Кати Вильхельм, немецкая биатлонистка, трёхкратная олимпийская чемпионка.
  - Сэм Уортингтон, австралийский актёр (фильмы «Прошлой ночью в Нью-Йорке», «Аватар» и др.).
- 1977 — Эдвард Фёрлонг, американский актёр, Джон Коннор из «Терминатора 2».
- 1978 — Дейвидас Шемберас, литовский футболист.
- 1979 — Ке Сун Хи, северокорейская дзюдоистка, первая женщина в истории КНДР, ставшая олимпийской чемпионкой (1996), многократная чемпионка мира.
- 1980 — Надя Бьорлин, американская актриса шведско-иранского происхождения.
- 1981 — Александр Емельяненко, российский боец по смешанным единоборствам.
- 1982 — Элдер Поштига, португальский футболист, призёр чемпионатов Европы.
- 1984 — Джеймс Дэвид Вэнс, 50-й вице-президент США (с 2025).
- 1988 — Валент Синкович, хорватский гребец, трёхкратный олимпийский чемпион.
- 1989
  - Присцилла, французская певица и актриса.
  - Алла Шишкина, российская спортсменка, трёхкратная олимпийская чемпионка по синхронному плаванию.
- 1991 — Антон Бабиков, российский биатлонист, чемпион мира, четырёхкратный чемпион Европы.
- 1992 — Charli XCX (Шарлотта Эмма Эйтчисон), британская певица.
- 1995 — Кристапс Порзингис, латвийский профессиональный баскетболист.

## Скончались
См. также: Категория:Умершие 2 августа

### До XX века
- 686 — Иоанн V (р. 635), 82-й папа римский (685—686).
- 1100 — Вильгельм II Рыжий (р. ок. 1056/1060), второй сын Вильгельма Завоевателя, король Англии (1087—1100).
- 1241 — Григорий IX (в миру Уголино деи Конти ди Сеньи; р. ок. 1145), 178-й папа римский (1227—1241).
- 1512 — Алессандро Акиллини (р. 1463), итальянский анатом и философ, прозванный «вторым Аристотелем».
- 1552 — Василий Блаженный (р. 1469), юродивый, святой Русской православной церкви.
- 1589 — Генрих III (р. 1551), король Франции (1574—1589).
- 1644 — Бернардо Строцци (р. ок. 1581), итальянский художник.
- 1667 — Франческо Борромини (наст. фамилия Кастелли; р. 1599), итальянский архитектор, представитель барокко.
- 1788 — Томас Гейнсборо (р. 1727), английский художник.
- 1799 — Жак-Этьенн Монгольфье (р. 1745), младший из братьев Монгольфье, изобретатель воздушного шара.
- 1806 — Конрад Квензель (р. 1767), шведский энтомолог, профессор естественной истории.
- 1815 — Гийом Мари-Анн Брюн (р. 1763), французский военачальник, маршал Наполеона.
- 1874 — Фёдор Моллер (р. 1812), российский офицер и художник, профессор Академии художеств.
- 1892 — Ефим Зарин (р. 1829), русский переводчик и литературный критик.

### XX век
- 1905
  - Грегор Крек (р. 1840), австрийский филолог-славянист.
  - Низье Антельм Филипп (р. 1849), спирит, мартинист, советник русского царя Николая II.
- 1908 — Валентин Амфитеатров (р. 1836), протоиерей, священник Русской Православной Церкви.
- 1919 — Тибор Самуэли (р. 1890), венгерский политический деятель, коммунист.
- 1921 — Энрико Карузо (р. 1873), итальянский оперный певец, тенор.
- 1922 — Александр Белл (р. 1847), шотландский и американский учёный, изобретатель, бизнесмен.
- 1923 — Уоррен Гардинг (р. 1865), 29-й президент США (1921—1923).
- 1934 — Пауль фон Гинденбург (р. 1847), генерал-фельдмаршал, рейхспрезидент Германии (1925—1934).
- 1936 — Луи Блерио (р. 1872), французский изобретатель, авиатор и предприниматель.
- 1945
  - Пьетро Масканьи (р. 1887), итальянский оперный композитор.
  - Альфред Хён (р. 1863), немецкий пианист, педагог и редактор.
- 1955 — Уоллес Стивенс (р. 1879), американский поэт, лауреат Пулитцеровской премии (1955).
- 1956 — Хельмер Хансен (р. 1870), норвежский полярный исследователь, участник экспедиций Р. Амундсена.
- 1963
  - Георги Абаджиев (р. 1910), македонский писатель, один из основоположников национальной исторической прозы.
  - Алымкул Усенбаев (р. 1894), киргизский советский акын-импровизатор.
- 1972 — Вадим Борисовский (р. 1900), музыкант, исполнитель на альте и виоле д’амур, педагог, народный артист РСФСР.
- 1973 — Жан-Пьер Мельвиль (наст. фамилия Грюмбах; р. 1917), французский кинорежиссёр и сценарист.
- 1976 — Фриц Ланг (р. 1890), немецкий кинорежиссёр и сценарист.
- 1978 — Карлос Чавес (р. 1899), мексиканский композитор, дирижёр и пианист, педагог, музыкально-общественный деятель.
- 1984 — Ниязи (Ниязи Тагизаде-Гаджибеков; р. 1912), азербайджанский композитор и дирижёр, народный артист СССР.
- 1986 — Исаак Шмарук (р. 1910), украинский советский кинорежиссёр.
- 1991 — Вера Строева (р. 1903), кинорежиссёр, драматург, народная артистка РСФСР.
- 1993 — Семён Гейченко (р. 1903), советский писатель-пушкинист, музейный работник.
- 1995 — Юрий Коваль (р. 1938), советский и российский детский писатель, поэт, сценарист, художник и скульптор, автор и исполнитель песен.
- 1996 — расстрелян Сергей Головкин (р. 1959), советский и российский серийный убийца.
- 1997 — Уильям Сьюард Берроуз (р. 1914), американский писатель и эссеист.

### XXI век
- 2003
  - Владимир Голованов (р. 1938), советский тяжелоатлет, олимпийский чемпион (1964), чемпион Европы (1964).
  - Владимир Неговский (р. 1909), советский и российский патофизиолог, создатель реаниматологии, академик РАМН.
- 2011
  - Барух Бенасерраф (р. 1920), американский врач-иммунолог, лауреат Нобелевской премии (1980).
  - Андрей Капица (р. 1931), советский и российский географ и геоморфолог, член-корреспондент АН СССР.
  - Аттилио Павези (р. 1910), итальянский велогонщик, двукратный олимпийский чемпион (1932).
- 2014 — Ольга Воронец (р. 1926), певица в жанре народной и эстрадной музыки, народная артистка РСФСР.

## Приметы
Ильин день. Громобой, Держатель гроз, Громовержец, Перунов день.
- Илья-пророк по народным поверьям считался покровителем грома, в Ильин день опасно работать в поле: может убить молнией.
- С Ильина дня ночь длинна: работник высыпается, кони наедаются.
- Пётр-Павел (12 июля н. ст.) час убавил, Илья-пророк два уволок (ошибочно в сравнении с самым продолжительным световым днём 22 июня).
- Илья лето кончает.
- Во что Илья, в то и Воздвиженье (27 сентября).
- С Ильи начинают убирать горох.
- Перестают кусаться комары, но начинаются утренники.
- С Ильина дня воды стынут.
- После Ильи купаться нельзя, ибо вода студёна[10].
- На Илью второй урожай грибов.
- Сеногнойка, идут дожди, портится сено.
- Илья зажинает, лето кончает; первый сноп — первый осенний праздник.
- Пётр с колоском, Илья с колобком (круглым хлебцем из новой ржи, колоб — шар, ком).
- Новая новика на Ильин день.
- Сеять на Ильинской поляне.
- На Илью лето до обеда, осень после обеда.
- До Ильи тучи по ветру, после Ильи против ветру.
- Придёт Илья — принесёт гнилья (дождей).
- Ильинским дождём умываются от призёра, скачиваются.
- До Ильи и под кустом сушит, а после Ильи и на кусту не сохнет.
- На Ильин день дождь — мало пожаров, вёдер — много.
- Илья грозы держит, на огненной колеснице ездит.
- Вознесенье с дождём, Илья с грозой, потому скот не выгоняют на поле.
- На Ильин день где-нибудь да загорается от грозы.
- На Ильин день перегоняют пчёл, подчищают улья, подрезывают первые соты, которые, впрочем, не в корысть; оттого говорят: богат как ильинский сот (беден).
- Муха до Ильи кусается, а после запасается.
- С Ильина дня ночь длинна, а вода холодна.
- До Ильи мужик купается, а с Ильи с рекой прощается.
- На Илью зверь и гад бродят по воде.
- Кто на Илью не пьёт, тот весь год грустный живёт.
- В Ильин день собак и кошек в избы не впускают (боясь грозы).
- Илья-пророк в воду нассал[11].